# East Asia Super League 2023-2024
La East Asia Super League 2023-2024 è stata la prima stagione regolare della East Asia Super League, una competizione internazionale di basket per club che coinvolge squadre provenienti dai campionati nazionali di Giappone, Corea del Sud, Filippine e Taiwan. La stagione è iniziata l’11 ottobre 2023 e si è conclusa il 10 marzo 2024.
Inizialmente prevista dal 12 ottobre 2022 a febbraio 2023 con un formato di partite in casa e in trasferta e una Final Four a eliminazione diretta, l'inizio della stagione regolare della EASL è stato posticipato a ottobre 2023 .
I Chiba J. Funabashi sono stati i campioni della stagione inaugurale della EASL, avendo sconfitto i Seoul Knights nella finale disputata alla Hoops Dome di Lapu-Lapu, nelle Filippine.

## Assegnazione squadre
Per l’edizione 2023–24 della East Asia Super League (EASL) sono state rappresentate quattro leghe, ovvero i campioni e i vicecampioni della B.League giapponese, della Korean Basketball League, della Philippine Basketball Association (PBA) e della P. League+ taiwanese.
Prima del rinvio della stagione, si erano qualificati i primi due classificati della PBA Philippine Cup 2022, della B.League 2021–22, della KBL 2021–22, e i campioni della P. League+ 2021–22. Tuttavia, la partecipazione delle squadre filippine era inizialmente incerta, poiché la PBA si articola in più tornei all’interno di una singola stagione. Tra le opzioni considerate c’erano il sorteggio tra le migliori quattro squadre, la formazione di una selezione mista o la partecipazione della nazionale filippina. Alla fine, si qualificarono i San Miguel Beermen (campioni) e i TNT Tropang Giga (secondi classificati).
Successivamente, la PBA decise che le squadre qualificate sarebbero state le prime due classificate della PBA Governors' Cup 2023, ovvero i TNT Tropang Giga e il Barangay Ginebra San Miguel. Quest’ultimo, però, si ritirò per ragioni non divulgate e fu sostituito dai Meralco Bolts, semifinalisti della stessa competizione, poco prima dell’inizio della lega.
Fu inoltre stabilito che le squadre qualificate da Giappone, Corea del Sud e Taiwan sarebbero state quelle della stagione 2022–23, e non più della stagione 2021–22. Le squadre qualificate rimasero in gran parte le stesse, ma gli Utsunomiya Brex, inizialmente qualificati secondo il vecchio formato, furono sostituiti dai Chiba Jets.
Era prevista anche la partecipazione dei Bay Area Dragons, una franchigia gestita dalla stessa EASL con sede a Hong Kong. Tuttavia, l’EASL annunciò il loro scioglimento il 1º settembre 2023, per motivi finanziari. Furono quindi sostituiti dai New Taipei Kings, vicecampioni della P. League+ 2022–23.
La lega considera le squadre della P. League+ come rappresentanti della cosiddetta "Grande Cina". Ogni squadra partecipante può registrare un roster di 12 giocatori, comprendente due stranieri e un giocatore asiatico aggiuntivo.
| Lega                              | Nazione       | Posti |
| --------------------------------- | ------------- | ----- |
| Franchigia EASL                   | Hong Kong     | 1 0   |
| P. League+                        | Taipei cinese | 1+1   |
| B.League                          | Giappone      | 2     |
| Korean Basketball League          | Corea del Sud | 2     |
| Philippine Basketball Association | Filippine     | 2     |

### Squadre qualificate
| Squadra            | Metodo qualificazione                        |
| ------------------ | -------------------------------------------- |
| Bay Area Dragons   | Franchigia EASL                              |
| Fubon Braves       | Campione P. League+ 2022-2023                |
| N. T. Kings        | Finalista P. League+ 2022-2023               |
| Ryukyu G. Kings    | Campione B.League 2022-2023                  |
| Chiba J. Funabashi | Finalista B.League 2022-2023                 |
| Anyang K.G.C.      | Campione Korean Basketball League 2022-2023  |
| Seoul Knights      | Finalista Korean Basketball League 2022-2023 |
| TNT Tropang 5G     | Campione PBA Governors' Cup 2023             |
| Meralco Bolts      | Semifinalista PBA Governors' Cup 2023        |

## Sorteggio

### Sorteggio originale e formato iniziale
Il sorteggio ufficiale della stagione 2022–23 della East Asia Super League (EASL) si è svolto il 28 giugno 2022 presso lo Shangri-La at the Fort di Taguig, a Manila, nelle Filippine
.
Le squadre furono inizialmente suddivise in due gruppi tramite un meccanismo di lancio della moneta: ogni squadra campione del rispettivo campionato nazionale sceglieva un lato della moneta; la vincente del lancio veniva inserita nel Gruppo A, la perdente nel Gruppo B
.
Il formato prevedeva che ciascun club affrontasse le altre squadre del proprio gruppo in gare di andata e ritorno, a partire dal 12 ottobre 2022 fino a febbraio 2023. Due partite di fase a gironi si sarebbero giocate ogni mercoledì sera. La Final Four era programmata per marzo 2023, in una sede situata nella Metro Manila, nelle Filippine.

### Rinvio e ripresa
Alcune settimane prima dell’inizio previsto, la lega annunciò la cancellazione del formato “casa e trasferta” per la stagione, optando invece per una Champions Week, inizialmente annunciata come evento da tenersi a Manila nei primi mesi del 2023. La motivazione ufficiale fu legata alle difficoltà logistiche dovute alla pandemia di COVID-19 .
Successivamente, il Giappone fu designato come paese ospitante per questo evento . I gruppi formati con il sorteggio originario furono mantenuti anche per la Champions Week.
Un nuovo sorteggio per la stagione regolare della EASL si è poi tenuto il 21 giugno 2023.

## Fase a gironi

### Gruppo A
| Pos | Squadra            | G | V | P | PF  | PS  | DP  | Qualificazione |
| --- | ------------------ | - | - | - | --- | --- | --- | -------------- |
| 1   | Chiba J. Funabashi | 6 | 6 | 0 | 546 | 450 | +96 | Final Four     |
| 2   | Anyang K.G.C.      | 6 | 4 | 2 | 542 | 537 | +5  | Final Four     |
| 3   | TNT Tropang 5G     | 6 | 1 | 5 | 491 | 536 | −45 |                |
| 4   | Fubon Braves       | 6 | 1 | 5 | 464 | 520 | −56 |                |

1. 1 2  TNT Tropang Giga 177–175 Taipei Fubon Braves

| Squadra 1          | Risultato    | Squadra 2          |
| ------------------ | ------------ | ------------------ |
|                    |              |                    |
| Chiba J. Funabashi | 93 – 75      | TNT Tropang 5G     |
| Fubon Braves       | 82 – 85 (OT) | Chiba J. Funabashi |
| Anyang K.G.C.      | 98 – 77      | Fubon Braves       |
|                    |              |                    |
| TNT Tropang 5G     | 66 – 75      | Chiba J. Funabashi |
| Fubon Braves       | 106 – 97     | TNT Tropang 5G     |
| Anyang K.G.C.      | 105 – 97     | TNT Tropang 5G     |
|                    |              |                    |
| Anyang K.G.C.      | 69 – 102     | Chiba J. Funabashi |
| TNT Tropang 5G     | 80 – 69      | Fubon Braves       |
| Chiba J. Funabashi | 76 – 60      | Fubon Braves       |
|                    |              |                    |
| Chiba J. Funabashi | 115 – 98     | Anyang K.G.C.      |
| TNT Tropang 5G     | 76 – 88      | Anyang K.G.C.      |
| Fubon Braves       | 70 – 84      | Anyang K.G.C.      |

### Gruppo B
| Pos | Squadra         | G | V | P | PF  | PS  | DP  | Qualificazione |
| --- | --------------- | - | - | - | --- | --- | --- | -------------- |
| 1   | Seoul Knights   | 6 | 4 | 2 | 475 | 438 | +37 | Final Four     |
| 2   | N. T. Kings     | 6 | 4 | 2 | 467 | 483 | −16 | Final Four     |
| 3   | Ryukyu G. Kings | 6 | 3 | 3 | 479 | 453 | +26 |                |
| 4   | Meralco Bolts   | 6 | 1 | 5 | 469 | 516 | −47 |                |

1. 1 2  Seoul SK Knights 161–147 New Taipei Kings

| Squadra 1       | Risultato    | Squadra 2       |
| --------------- | ------------ | --------------- |
|                 |              |                 |
| Ryukyu G. Kings | 80 – 79      | Seoul Knights   |
| Seoul Knights   | 82 – 69      | Ryukyu G. Kings |
| N. T. Kings     | 90 – 72      | Seoul Knights   |
|                 |              |                 |
| Ryukyu G. Kings | 89 – 61      | Meralco Bolts   |
| N. T. Kings     | 97 – 92      | Meralco Bolts   |
| Meralco Bolts   | 97 – 88 (OT) | Ryukyu G. Kings |
|                 |              |                 |
| Meralco Bolts   | 80 – 81      | Seoul Knights   |
| Meralco Bolts   | 77 – 89      | N. T. Kings     |
| N. T. Kings     | 67 – 63      | Ryukyu G. Kings |
|                 |              |                 |
| Ryukyu G. Kings | 90 – 67      | N. T. Kings     |
| Seoul Knights   | 89 – 57      | N. T. Kings     |
| Seoul Knights   | 72 – 62      | Meralco Bolts   |

## Final Four
Il turno finale si è disputato presso la Hoops Dome di Lapu-Lapu, nelle Filippine
.
|  | Semifinali 8 marzo | Semifinali 8 marzo | Semifinali 8 marzo |               |                    | Finale 10 marzo          | Finale 10 marzo          | Finale 10 marzo          |  |
|  |                    |                    |                    |               |                    |                          |                          |                          |  |
|  | 1A                 | Chiba J. Funabashi | 92                 |               |                    |                          |                          |                          |  |
|  | 1A                 | Chiba J. Funabashi | 92                 |               |                    |                          |                          |                          |  |
|  | 2B                 | N. T. Kings        | 84                 |               |                    |                          |                          |                          |  |
|  | 2B                 | N. T. Kings        | 84                 |               | Chiba J. Funabashi | Chiba J. Funabashi       | 72                       |                          |  |
|  |                    |                    |                    |               | Chiba J. Funabashi | Chiba J. Funabashi       | 72                       |                          |  |
|  |                    |                    | Seoul Knights      | Seoul Knights | 69                 |                          |                          |                          |  |
|  | 1B                 | Seoul Knights      | Seoul Knights      | Seoul Knights | 69                 | 94                       |                          |                          |  |
|  | 1B                 | Seoul Knights      |                    |               |                    | 94                       |                          |                          |  |
|  | 2A                 | Anyang K.G.C.      | 79                 |               |                    | Finale 3º posto 10 marzo | Finale 3º posto 10 marzo | Finale 3º posto 10 marzo |  |
|  | 2A                 | Anyang K.G.C.      | 79                 |               |                    |                          |                          |                          |  |
|  |                    |                    |                    |               |                    |                          |                          |                          |  |
|  |                    |                    |                    |               |                    | N. T. Kings              | N. T. Kings              | 76                       |  |
|  |                    |                    |                    |               |                    | N. T. Kings              | N. T. Kings              | 76                       |  |
|  |                    |                    |                    |               |                    | Anyang K.G.C.            | Anyang K.G.C.            | 78                       |  |

Semifinali
| Lapu-Lapu (Cebu) 8 marzo 2025, ore 17:00 UTC+8 Semifinale                                                                            | Chiba J. Funabashi | 92 – 84 (32-25, 50-47, 66-67) referto | N. T. Kings | Hoops Dome |
| \| \| \| \| \| Togashi 28 \| Punti \| 21 Jo. Lin \| \| Togashi 5 \| Assist \| 5 Jo. Lin \| \| Cooks 23 \| Rimbalzi \| 6 Manigault \| |                    |                                       |             |            |
| |                    |                                       |             |            |
| Togashi 28 | Punti              | 21 Jo. Lin                            |             |            |
| Togashi 5 | Assist             | 5 Jo. Lin                             |             |            |
| Cooks 23 | Rimbalzi           | 6 Manigault                           |             |            |

| Lapu-Lapu (Cebu) 8 marzo 2024, ore 20:00 UTC+8 Semifinale                                                                      | Seoul Knights | 94 – 79 (23-26, 45-50, 61-70) referto | Anyang K.G.C. | Hoops Dome |
| \| \| \| \| \| Warney 38 \| Punti \| 21 Carter \| \| Warney 16 \| Assist \| 9 Park \| \| Choi W. 10 \| Rimbalzi \| 9 Carter \| |               |                                       |               |            |
| |               |                                       |               |            |
| Warney 38 | Punti         | 21 Carter                             |               |            |
| Warney 16 | Assist        | 9 Park                                |               |            |
| Choi W. 10 | Rimbalzi      | 9 Carter                              |               |            |

Finale Terzo Posto
| Lapu-Lapu (Cebu) 10 marzo 2025, ore 16:00 UTC+8 Finale 3° posto                                                                    | Anyang K.G.C. | 78 – 76 (18-13, 44-33, 66-57) referto | N. T. Kings | Hoops Dome |
| \| \| \| \| \| Park 29 \| Punti \| 18 Manigault \| \| Choi 5 \| Assist \| 5 Jo. Lin \| \| Carter 15 \| Rimbalzi \| 10 Manigault \| |               |                                       |             |            |
| |               |                                       |             |            |
| Park 29 | Punti         | 18 Manigault                          |             |            |
| Choi 5 | Assist        | 5 Jo. Lin                             |             |            |
| Carter 15 | Rimbalzi      | 10 Manigault                          |             |            |

Finale
| Lapu-Lapu (Cebu) 10 marzo 2025, ore 20:00 UTC+8 Finale                                                                         | Seoul Knights | 79 – 94 (19-18, 35-29, 51-49) referto | Chiba J. Funabashi | Hoops Dome (4.234 spett.) |
| \| \| \| \| \| Warney 38 \| Punti \| 21 Carter \| \| Choi W. 10 \| Assist \| 9 Park \| \| Warney 16 \| Rimbalzi \| 9 Carter \| |               |                                       |                    |                           |
| |               |                                       |                    |                           |
| Warney 38 | Punti         | 21 Carter                             |                    |                           |
| Choi W. 10 | Assist        | 9 Park                                |                    |                           |
| Warney 16 | Rimbalzi      | 9 Carter                              |                    |                           |